# Ochrota dissimilis
Ochrota dissimilis là một loài bướm đêm thuộc phân họ Arctiinae, họ Erebidae.